# Plotosidae
Plotosidae é uma família de peixes da ordem Siluriformes.

## Gêneros
Estão descritos os seguintes géneros:
- Anodontiglanis
- Cnidoglanis
- Euristhmus
- Neosiluroides
- Neosilurus
- Oloplotosus
- Paraplotosus
- Plotosus
- Porochilus
- Tandanus